# Daniele Ganser
Daniele Ganser, né le 29 août 1972 à Lugano, est un historien suisse. Ses prises de positions conspirationnistes sur des sujets comme le 11 septembre lui ont valu un accueil très négatif.

## Formation
Il étudie à la faculté de philosophie de l'Université de Bâle. Après une licence en histoire en 1998, il obtient, en 2001 un doctorat en histoire contemporaine générale, ayant soutenu une thèse traitant du réseau Gladio et de la CIA.

## Réception critique de ses travaux
Peer Henrik Hansen considère son travail comme surfant sur la vogue des théories du complot devenues à la mode après le 11-Septembre. Cette recension met en doute les conclusions de Ganser ainsi que la qualité des sources utilisées, dont une au moins est considérée comme un faux fabriqué par le KGB, et estime que « l'approche méthodique et critique utilisée dans la recherche historique semble avoir joué un rôle mineur dans le travail effectué par Ganser sur le sujet à l'aide de quelques sources primaires ». La recension conclut : « le livre de Daniele Ganser devrait être lu avec des yeux très critiques et vu comme un exemple de la manière dont les choses peuvent être déformées si l'on n'est pas conscient de la nature des sources ».
Les chercheurs Leopoldo Nuti, de l'université de Rome III, et Olav Riste, de l'Institut Norvégien d'études de défense, commentent : « Un jeune chercheur suisse, Daniele Ganser, a publié ce qui prétend être l'analyse la plus complète à ce jour de l'organisation Stay-Behind, dans un livre dont les conclusions ambitieuses ne semblent pas être confirmées par une analyse en profondeur des sources disponibles »,. Riste, notamment, accuse Ganser de déformer les faits, et cite plusieurs passages dans lesquels ses propres recherches ont été utilisées comme source par le chercheur suisse qui en aurait détourné le sens ; il conclut qu'une réfutation de toutes les erreurs et contrevérités contenues dans l'ouvrage de Ganser demanderait un volume entier,..
Le département d'État des États-Unis affirme pour sa part que Daniele Ganser a fondé ses travaux sur un faux supplément du manuel militaire américain. Ce document, qui aurait été concocté par les services de désinformation soviétiques dans les années 1970, traite en partie des réseaux stay-behind. Cependant, le département d'État américain ne remet pas en cause l'existence de ces réseaux et cite un ancien directeur de la CIA qui décrit leur mise en place. Il rejette l'accusation qu'ils aient commis des actes terroristes et/ou aient été constitués sans l'accord des gouvernements nationaux.
Conspiracy Watch qualifie Ganser de « figure de la complosphère antiaméricaine » et évoque la « démarche militante » de l'enseignant-chercheur. Markus Linden, un politologue allemand, a déclaré que Ganser avait encouragé l'anti-américanisme sous l'étiquette de recherche sur la paix, alors qu'il avait présenté unilatéralement la Russie de manière positive.

## Controverses
Daniele Ganser a participé à un ouvrage collectif dirigé par le théologien David Ray Griffin, connu pour ses prises de positions complotistes, et qui met en doute les conclusions de l'enquête sur les attentats du 11 septembre 2001. Il considère que « l’histoire officielle sur le 11 septembre, les conclusions de la commission, ne sont pas crédibles ». Il est régulièrement invité à donner des conférences sur cette thématique ce qui lui vaut d'être considéré comme étant un partisan des théories du complot,.
En octobre 2015, Daniele Ganser est invité à donner un exposé à l’université de Witten/Herdecke sur le thème « Faits, opinions, propagande – Comment je me fais moi-même une idée ? ». Le SPD, les Verts et les Pirates s'insurgent d'une telle invitation d'un partisan des théories du complot. Le décanat maintient l’invitation, au nom de la liberté d'expression, y compris des opinions dissidentes.
L'historien Élie Tenenbaum est chercheur au Centre des études de sécurité de l’Institut français des relations internationales (Ifri), et coordinateur du Laboratoire de Recherche sur la Défense (LRD), organisation mixte qui associe des chercheurs et un officier de l’armée française. Selon lui, rien ne permet, au vu des documents disponibles dans les archives déclassifiées, de souscrire à l'idée d'une « armée secrète de l'OTAN » assurant le commandement coordonné de tous les réseaux stay-behind. Il conteste aussi l'implication de ces réseaux dans une stratégie de la tension. Pour Tenenbaum il s'agissait davantage d'un échange informel d'idées relatives à la mise en place et à l'action de réseaux de résistance en cas d'une invasion de l'Europe par les forces du Pacte de Varsovie.

## Publications
- Cavalier seul : la Suisse 10 ans après le non à l'EEE, avec Uwe Wagschal y Hans Reutsch, Labor et Fides, 2003  (ISBN 2-8309-1083-4).
- Les Armées Secrètes de l'OTAN : Réseaux Stay Behind, Opération Gladio et Terrorisme en Europe, éditions Demi-Lune, 2007  (ISBN 978-2-917112-00-7).
- Les Guerres illégales de l'OTAN - Une chronique de Cuba jusqu'à la Syrie, préfacé par John Prados (en), analyste aux archives de la Sécurité nationale à Washington, éditions Demi-Lune, 2017  (ISBN 978-2-917112-39-7).
- Une brève histoire de l’empire américain - Le mythe de l’exceptionnalisme, éditions Demi-Lune, 2021  (ISBN 978-2-917112-50-2).

- (en) Reckless Gamble. The Sabotage of the United Nations in the Cuban Conflict and the Missile Crisis of 1962, University Press of the South, New Orleans, 2000.
- (en) Russian roulette in Cuba Forty years after the missile crisis https://mondediplo.com/2002/11/11cuba
- (en) Nato's Secret Armies: Operation Gladio and Terrorism in Western Europe. Cass, London, 2004  (ISBN 0-7146-8500-3). Partiellement disponible en ligne. (Consulté le 10 novembre 2008)
- (en) Lire en ligne : Terrorism in Western Europe: An Approach to NATO’s Secret Stay-Behind Armies. - Dans The Whitehead Journal of Diplomacy and International Relations, South Orange NJ, 2005, Vol. 6, 1, S. 69
- (en) The British secret service in neutral Switzerland: An unfinished debate on NATO's cold war stay-behind armies, Intelligence and National Security, 20:4, 553-580, 2005 DOI: 10.1080/02684520500425083
- (de) Lire en ligne : Der erbitterte Streit um den 11. September - Article paru dans Tages-Anzeiger, 9 septembre 2006.
- (de) Die Kubakrise - UNO ohne Chance. Edition Homilius, 2006,  (ISBN 3-89706-863-X).
- (de) Was ist dieser "Krieg gegen den Terrorismus"? ASMZ : Sicherheit Schweiz : Allgemeine schweizerische Militärzeitschrift, 172/3 (2006) Artikel (online)
- (de) Ressourcenkampf und Geostrategie 2007, DVD-Video
- (de) Die dunkle Seite des Westens verdeckte Terroraktivitäten der NATO 2009 DVD-Video
- (de) Die Erdölkrise von 1973 warum es damals in der Schweiz nicht an Erdöl mangelte, Schweizerisches Jahrbuch für Wirtschafts- und Sozialgeschichte = Annuaire Suisse d'histoire économique et sociale, 27(2012)